# Eurydactylodes agricolae
Eurydactylodes agricolae (гекон-хамелеон Бауера) — вид геконоподібних ящірок родини диплодактилідів (Diplodactylidae). Ендемік Нової Каледонії. Вид названий на честь американського герпетолога Аарона Метью Бауера.

## Поширення і екологія
Гекони-хамелеони Бауера мешкають на півночі Нової Каледонії, а також на сусідніх островах Белеп і Янде. Вони живуть в різноманітних природних середовищах, зокрема в чагарниках макі, склерофільних і галерейних лісах, густих вологих тропічних лісах і гірських лісах на висоті до 1000 м над рівнем моря. Ведуть деревний, переважно денний спосіб життя.

## Збереження
МСОП класифікує стан збереження цього виду як близький до загрозливого. Eurydactylodes agricolae загрожує знищення природного середовища, а також хижацтво з боку інтродукованих мурах Wasmannia auropunctata. Відкладають яйця.